# Chilochromopsis sceletogramma
Chilochromopsis sceletogramma là một loài bướm đêm trong họ Crambidae.